# Daisy Dee
Daisy Rollocks (plus connue sous le nom de Daisy Dee), née à Curaçao le 4 septembre 1970, est une chanteuse, actrice et animatrice néerlandaise de télévision connue, plus particulièrement en Allemagne.

## Carrière de Daisy Dee
Née à Curaçao, dans les Antilles néerlandaises, le 4 septembre 1970, elle arrive en Europe à l’âge de 8 ans. Sa mère est néerlandaise, son père est mi-africain, mi-espagnol. Sa langue maternelle est le néerlandais, mais elle parle couramment l’anglais, l’allemand et l’espagnol. Elle a habité à Roermont aux Pays-Bas, où elle possède une boutique de vêtements. Aujourd’hui, elle aime encore dessiner des vêtements.
Elle commence à étudier la décoration intérieure. Elle travaille dans une discothèque connue pour ses concerts. Un soir, un groupe arrête son concert après seulement une chanson. Alors que le public en demande plus, Daisy se saisit du microphone. Sa performance impressionne le public, mais également des producteurs d’un label de musique présents lors de ce concert. Elle commence ainsi à travailler sur divers projets, qui l’amèneront en haut des hits parade, notamment avec This Beat is Technotronic and Crazy.
En 1998, avec son mari Toni Cottura, elle crée son propre label de musique Booya Music, avec des artistes comme Nana, Backstreet Boys, *NSYNC et son frère Pappa Bear.

## Discographie
- 2003:
  - Starsplash feat. Daisy Dee "Fly Away (Owner Of Your Heart)"
- 2001:
  - Daisy Dee "This Beat Is Technotronic / Walking On That Side"
  - Daisy Dee "Crazy"
  - Lovestern Galaktika meets Daisy CIO "Galaktika - Are You Ready?"
- 2000
  - Daisy Dee "Love Is The Answer"
  - Daisy Dee "Open Sesame"
- 1997
  - Daisy Dee "Hey You (Open Up Your Mind)"
- 1996
  - Daisy Dee "Crazy 96"
  - Daisy Dee "Just Jump"
  - Daisy Dee "Angel"
  - Daisy Dee "I Am (Who I Am)" (Promo album)
  - Daisy Dee "Go Bazurk" (Promo album)
- 1995
  - Technotronic feat. Daisy Dee & Ya Kid K. "Recall-The Album"
  - Daisy Dee "The Best Of"
  - Technotronic feat. Daisy Dee & Black Diamond "I Want You By My Side"
- 1994
  - Alter Ego feat. Daisy Dee "Dance (If You Cannot)"
  - Black Male feat. Daisy Dee "Yeah Yeah (Influence)"
  - Bit Machine feat. Daisy Dee & Karen Jones "Somebody Real"
  - Daisy Dee "Headbone Connected"
  - U96 feat. Daisy Dee "Love Religion"
  - Technotronic feat. Daisy Dee & Ya Kid K. "Move It To the Rhythm"
- 1993
  - Cosmo Crew feat. Daisy Dee "Back It Up"
- 1992
  - Daisy Dee "Pump It Up All The Way"
  - Daisy Dee "It's Gonna Be Alright"
  - Daisy Dee "I Got U"
  - Daisy Dee "Walking On That Side"
  - Daisy Dee "The Album"
  - Daisy Dee "This Beat Is Technotronic '92"
- 1991
  - Daisy Dee "Crazy"
- 1990
  - M.C.B. featuring Daisy Dee "This Beat Is Technotronic"
  - M.C.B. feat. Daisy Dee "Crazy"

## Vidéographie

### Clips
- 1997 : Hey You, tiré de Hey You, dirigé par Patric Ullaeus
- 1999 : Love Is The Answer, tiré de Love Is The Answer, dirigé par Patric Ullaeus
- 1999 : Love Is The Answer (remix), tiré de Love Is The Answer, dirigé par Patric Ullaeus
- 2000 : Open Sesame, tiré de Open Sesame, dirigé par Patric Ullaeus

## Actrice et animatrice de télévision
Daisy Dee a joué dans le soap opéra Alle Zusammen avec le chanteur Oli P, diffusé sur la chaîne de télévision allemande RTL II. De 1996 à 2004, elle a animé chaque samedi soir l’émission Club Rotation sur la chaîne de télévision allemande Viva. Elle a également animé l'émission The Dome sur la chaîne RTL II.